# Maria Sanchez (Tennisspielerin)
Maria Sanchez (* 26. November 1989 in Modesto, Kalifornien) ist eine US-amerikanische Tennisspielerin.

## Karriere
Maria Sanchez, die im Alter von zehn Jahren mit dem Tennissport begann, wurde mit 21 Jahren erst relativ spät Profispielerin.
Ihr bisher bestes Abschneiden bei einem Grand-Slam-Turnier war das Erreichen der zweiten Runde im Damendoppel der US Open in den Jahren 2012 und 2015 wie auch 2015 in Wimbledon und 2016 in Melbourne.
Im Januar 2014 gewann sie an der Seite der Kanadierin Sharon Fichman ihren ersten Titel auf der WTA Tour.

## Turniersiege

### Einzel
| Nr. | Datum              | Turnier     | Kategorie   | Belag     | Finalgegnerin  | Ergebnis      |
| --- | ------------------ | ----------- | ----------- | --------- | -------------- | ------------- |
| 1.  | 3. Juni 2012       | Sacramento  | ITF $50.000 | Hartplatz | Jessica Pegula | 4:6, 6:3, 6:1 |
| 2.  | 23. September 2012 | Albuquerque | ITF $75.000 | Hartplatz | Lauren Davis   | 6:1, 6:1      |

### Doppel
| Nr. | Datum              | Turnier              | Kategorie         | Belag             | Partnerin          | Finalgegnerinnen                        | Ergebnis          |
| --- | ------------------ | -------------------- | ----------------- | ----------------- | ------------------ | --------------------------------------- | ----------------- |
| 1.  | 20. Juli 2009      | Evansville           | ITF $10.000       | Hartplatz         | Yasmin Schnack     | Kaitlyn Christian Lindsey Nelson        | 4:6, 6:1, [10:4]  |
| 2.  | 31. Juli 2010      | Saint Joseph         | ITF $10.000       | Hartplatz         | Ellen Tsay         | Noppawan Lertcheewakarn Gabriela Paz    | 4:6, 6:4, [10:5]  |
| 3.  | 17. September 2011 | Redding              | ITF $25.000       | Hartplatz         | Yasmin Schnack     | Brittany Augustine Whitney Jones        | 7:62, 4:6, [10:7] |
| 4.  | 4. Februar 2012    | Rancho Santa Fe      | ITF $25.000       | Hartplatz         | Yasmin Schnack     | Iryna Burjatschok Elizaveta Ianchuk     | 7:64, 4:6, [10:8] |
| 5.  | 18. Februar 2012   | Surprise             | ITF $25.000       | Hartplatz         | Yasmin Schnack     | Mihaela Buzărnescu Walerija Solowjowa   | 6:4, 6:3          |
| 6.  | 28. April 2012     | Charlottesville (1)  | ITF $50.000       | Sand              | Yasmin Schnack     | Jelena Bowina Julia Glushko             | 6:2, 6:2          |
| 7.  | 8. Juni 2013       | Nottingham           | ITF $75.000       | Rasen             | Nicola Slater      | Gabriela Dabrowski Sharon Fichman       | 4:6, 6:3, [10:8]  |
| 8.  | 4. Januar 2014     | Auckland             | WTA International | Hartplatz         | Sharon Fichman     | Lucie Hradecká Michaëlla Krajicek       | 2:6, 6:0, [10:4]  |
| 9.  | 3. August 2014     | Vancouver (1)        | ITF $100.000      | Hartplatz         | Asia Muhammad      | Jamie Loeb Allie Will                   | 6:3, 1:6, [10:8]  |
| 10. | 19. Oktober 2014   | Tampico              | ITF $50.000       | Hartplatz         | Petra Martić       | Walerija Sawinych Kateryna Bondarenko   | 3:6, 6:3, [10:2]  |
| 11. | 31. Oktober 2014   | Toronto (1)          | ITF $50.000       | Hartplatz (Halle) | Taylor Townsend    | Gabriela Dabrowski Tatjana Maria        | 7:5, 4:6, [15:13] |
| 12. | 25. April 2015     | Dothan               | ITF $50.000       | Sand              | Johanna Konta      | Paula Cristina Gonçalves Petra Krejsová | 6:3, 6:4          |
| 13. | 3. Mai 2015        | Charlottesville (2)  | ITF $50.000       | Sand              | Françoise Abanda   | Olha Jantschuk Irina Chromatschowa      | 6:1, 6:3          |
| 14. | 10. Mai 2015       | Indian Harbour Beach | ITF $50.000       | Sand              | Taylor Townsend    | Angelina Gabujewa Alexandra Stevenson   | 6:0, 6:1          |
| 15. | 23. August 2015    | Vancouver (2)        | ITF $100.000      | Hartplatz         | Johanna Konta      | Raluca Olaru Anna Tatischwili           | 7:65, 6:4         |
| 16. | 30. Oktober 2015   | Toronto (2)          | ITF $50.000       | Hartplatz (Halle) | Sharon Fichman     | Kristie Ahn Fanny Stollár               | 6:2, 6:76, [10:6] |
| 17. | 31. Januar 2016    | Maui                 | ITF $50.000       | Hartplatz         | Asia Muhammad      | Jessica Pegula Taylor Townsend          | 6:2, 3:6, [10:6]  |
| 18. | 24. September 2016 | Albuquerque          | ITF $75.000       | Hartplatz         | Michaëlla Krajicek | Elise Mertens Mandy Minella             | 6:2, 6:4          |
| 19. | 2. Oktober 2016    | Las Vegas (1)        | ITF $50.000       | Hartplatz         | Michaëlla Krajicek | Jamie Loeb Chanel Simmonds              | 7:5, 6:1          |
| 20. | 21. Oktober 2017   | Florence             | ITF $25.000       | Hartplatz         | Taylor Townsend    | Tara Moore Amra Sadikovic               | 6:1, 6:2          |
| 21. | 24. Juni 2018      | Ilkley               | ITF $100.000      | Rasen             | Asia Muhammad      | Natela Dsalamidse Galina Woskobojewa    | 4:6, 6:3, [10:1]  |
| 22. | 16. September 2018 | Québec               | WTA International | Teppich (Halle)   | Asia Muhammad      | Darija Jurak Xenia Knoll                | 6:4, 6:3          |
| 23. | 30. September 2018 | Templeton            | ITF $60.000       | Hartplatz         | Asia Muhammad      | Quinn Gleason Luisa Stefani             | 6:74, 6:2,[10:8]  |
| 24. | 3. November 2018   | Toronto (3)          | ITF $60.000       | Hartplatz (Halle) | Sharon Fichman     | Maja Chwalińska Eliza Kostowa           | 6:0, 6:4          |
| 25. | 11. November 2018  | Las Vegas (2)        | ITF $80.000       | Hartplatz         | Asia Muhammad      | Sophie Chang Alexandra Mueller          | 6:3, 6:4          |
| 26. | 16. März 2019      | Guadalajara          | WTA Challenger    | Hartplatz         | Fanny Stollár      | Cornelia Lister Renata Voráčová         | 7:5, 6:1          |
| 27. | 7. April 2019      | Monterrey            | WTA International | Hartplatz         | Asia Muhammad      | Monique Adamczak Jessica Moore          | 7:62, 6:4         |
| 28. | 8. Februar 2020    | Midland              | ITF $100.000      | Hartplatz (Halle) | Caroline Dolehide  | Walerija Sawinych Yanina Wickmayer      | 6:3, 6:4          |

## Abschneiden bei Grand-Slam-Turnieren

### Einzel
| Turnier         | 2012 | 2013 | 2014 | 2015 | 2016 | Karriere |
| --------------- | ---- | ---- | ---- | ---- | ---- | -------- |
| Australian Open | —    | Q2   | Q1   | —    | Q2   | —        |
| French Open     | —    | Q2   | —    | Q2   | —    | —        |
| Wimbledon       | —    | Q2   | —    | Q2   | —    | —        |
| US Open         | Q3   | 1    | Q3   | Q1   | —    | 1        |

Zeichenerklärung: S = Turniersieg; F, HF, VF, AF = Einzug ins Finale / Halbfinale / Viertelfinale / Achtelfinale; 1, 2, 3 = Ausscheiden in der 1. / 2. / 3. Hauptrunde; Q1, Q2, Q3 = Ausscheiden in der 1. / 2. / 3. Runde der Qualifikation; n. a. = nicht ausgetragen

### Doppel
| Turnier         | 2012 | 2013 | 2014 | 2015 | 2016 | 2017 | 2018 | 2019 | 2020  | Karriere |
| --------------- | ---- | ---- | ---- | ---- | ---- | ---- | ---- | ---- | ----- | -------- |
| Australian Open | —    | —    | —    | —    | 2    | 2    | —    | —    | —     | 2        |
| French Open     | —    | —    | —    | —    | 1    | 1    | —    | 1    | 1     | 1        |
| Wimbledon       | —    | —    | —    | 2    | AF   | 1    | —    | 1    | n. a. | AF       |
| US Open         | 2    | 1    | 1    | 2    | 2    | —    | —    | 1    | —     | 2        |